# Mastopoma
Mastopoma là một chi rêu trong họ Sematophyllaceae.